# Schneider István (labdarúgó, 1960)
Schneider István (1960. november 6. – 2011. december 27.) labdarúgó, hátvéd.

## Pályafutása
1986 és 1989 között az Újpesti Dózsa labdarúgója volt. Az élvonalban 1986. augusztus 16-án mutatkozott be az Eger ellen, ahol 1–1-es döntetlen született. Tagja volt az 1986–87-es ezüstérmes, az 1987–88-as bronzérmes és 1987-es kupagyőztes csapatnak is. 1989 és 1991 között a Bp. Volán csapatában játszott. Az élvonalban összesen 79 mérkőzésen lépett pályára és három gólt szerzett.

## Sikerei, díjai
- Magyar bajnokság
  - 2.: 1986–87
  - 3.: 1987–88
- Magyar kupa (MNK)
  - győztes: 1987